# Santa Isabel do Rio Negro
Santa Isabel do Rio Negro é um município brasileiro no interior do estado do Amazonas, Região Norte do país. Pertencente à Região Intermediária de Manaus e Região Imediata de São Gabriel da Cachoeira, em seu território estão localizados o Pico da Neblina e o Pico 31 de Março, que são os dois pontos culminantes do Brasil. Sua população, de acordo com estimativas do Instituto Brasileiro de Geografia e Estatística (IBGE) em 2021, era de 26 566 habitantes.

## História
A história do município de Santa Isabel do Rio Negro remonta ao século XVII, quando em 1661 ocorre a reativação do povoamento na região do Rio Negro através de expedições ibérico-lusitanas e a fundação da Missão de Nossa Senhora de Conceição de Mariuá (Barcelos). Seu berço ficava situado a margem direita do Rio Negro, entre São Gabriel da Cachoeira e Barcelos, município a quem pertencia até o seu desmembramento a partir da década de 50, criado através da Lei estadual nº 117 de 29 de dezembro de 1957. Sua sede municipal se dava na comunidade de Ilha Grande, renomeada com a atual nomenclatura.

## Geografia
Sua população é de 25 865 habitantes, de acordo com estimativas do Instituto Brasileiro de Geografia e Estatística (IBGE) em 2019.
Segundo dados do Instituto Nacional de Meteorologia (INMET), desde 1961 até 1983 a menor temperatura registrada em Santa Isabel do Rio Negro foi de 13,1 °C em 26 de agosto de 1966, e a maior atingiu 39 °C em 21 de novembro de 1965. O maior acumulado de precipitação em 24 horas foi de 148 mm em 3 de janeiro de 1965. Outros grandes acumulados foram 125 mm em 30 de janeiro de 1962, 120,7 mm em 7 de outubro de 1977, 117 mm em 21 de maio de 1972, 112,1 mm em 18 de março de 1975, 111,7 mm em 18 de abril de 1972, 109,7 mm em 16 de outubro de 1971, 107,2 mm em 24 de abril de 1972 e 105,4 mm em 18 de março de 1974. O menor índice de umidade relativa do ar foi registrado na tarde de 14 de outubro de 1966, de 39%.
Apesar do acesso aos maiores picos do Brasil ser em São Gabriel da Cachoeira, município vizinho de Santa de Isabel do Rio Negro, os pontos culminantes ficam localizados na área de sua municipalidade, tanto o Pico da Neblina (2.994 m) quanto o Pico 31 de Março (2.973 m).

## Transporte
Localiza-se a 781 quilômetros de barco de Manaus, ou 631 km por via aérea pelo Aeroporto de Santa Isabel do Rio Negro.

## Política
Em maio de 2016 uma operação do Ministério Público e do Gaeco prendeu o prefeito, Mariolino Siqueira (PDT), sua esposa, seu filho e contador da prefeitura, Mariolino Siqueira de Oliveira Júnior, os secretários de administração, de finanças e de obras, além de três outras pessoas. O grupo desviava dinheiro público mediante a prática de peculato, lavagem de dinheiro, fraudes e atos de corrupção, visando o enriquecimento ilícito de seus membros. O município que tinha um orçamento de 24,8 milhões de reais, sofreu um rombo de mais de 10 milhões corresponde a saques em dinheiro efetuados na boca do caixa, além de transferências bancárias para contas pessoais, no período compreendido entre janeiro de 2013 a janeiro de 2016. Mariolino já havia sido cassado pelo TRE-AM em março de 2015, acusado de abuso de poder econômico e gastos ilícitos na eleição de 2012, mas voltou ao cargo em junho do mesmo ano, depois de uma liminar do TSE. Em julho de 2016, nova sessão do TRE julgou improcedentes os embargos e manteve a cassação.

## Educação
Santa Isabel do Rio Negro vem atingindo uma nota estável no Índice de Desenvolvimento da Educação Básica (IDEB) nos últimos anos. A nota do município saltou de 2,9 pontos obtidos no indicador, em 2005, para 4,2 pontos em 2011. O crescimento vem se mantendo estável, com progressividade notável. De acordo com dados do indicador em 2011, de cada 100 alunos do ensino fundamental residentes no município, 9 não alcançaram posições satisfatórias, o que gerou um fluxo de 91% de aprovação. As notas padronizadas das disciplinas de língua portuguesa e matemática, tidas como as principais do ensino brasileiro, ficaram em 4,61 pontos, sendo consideradas baixas. O indicador aponta, ainda, que 14% das instituições de ensino do município atingiram a meta proposta pelo Ministério da Educação (MEC), enquanto outras 5% registraram queda.
A instituição de ensino municipal que obteve o melhor registro no IDEB em 2011, nos primeiros anos do ensino fundamental, foi a Escola Municipal Tenente Brigadeiro Eduardo Gomes, que registrou 4,3 pontos. Entretanto, a melhor nota obtida foi da Escola Estadual Santa Isabel, registrando 4,4 pontos no IDEB. Nos últimos anos do ensino fundamental, as melhores notas registradas foram da Escola Estadual Santa Isabel (4,1 pontos) e Escola Municipal Tenente Brigadeiro Eduardo Gomes (3,1 pontos).
Além de instituições de ensino primários, não há no município unidades que ofereçam ensino superior.